# 일본대만교류협회

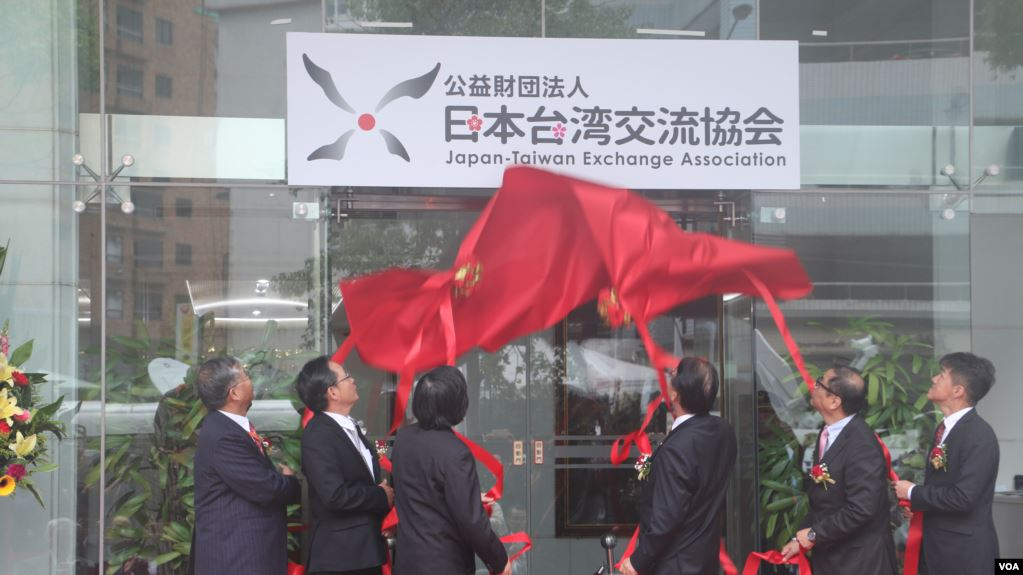
일본대만교류협회 현판식

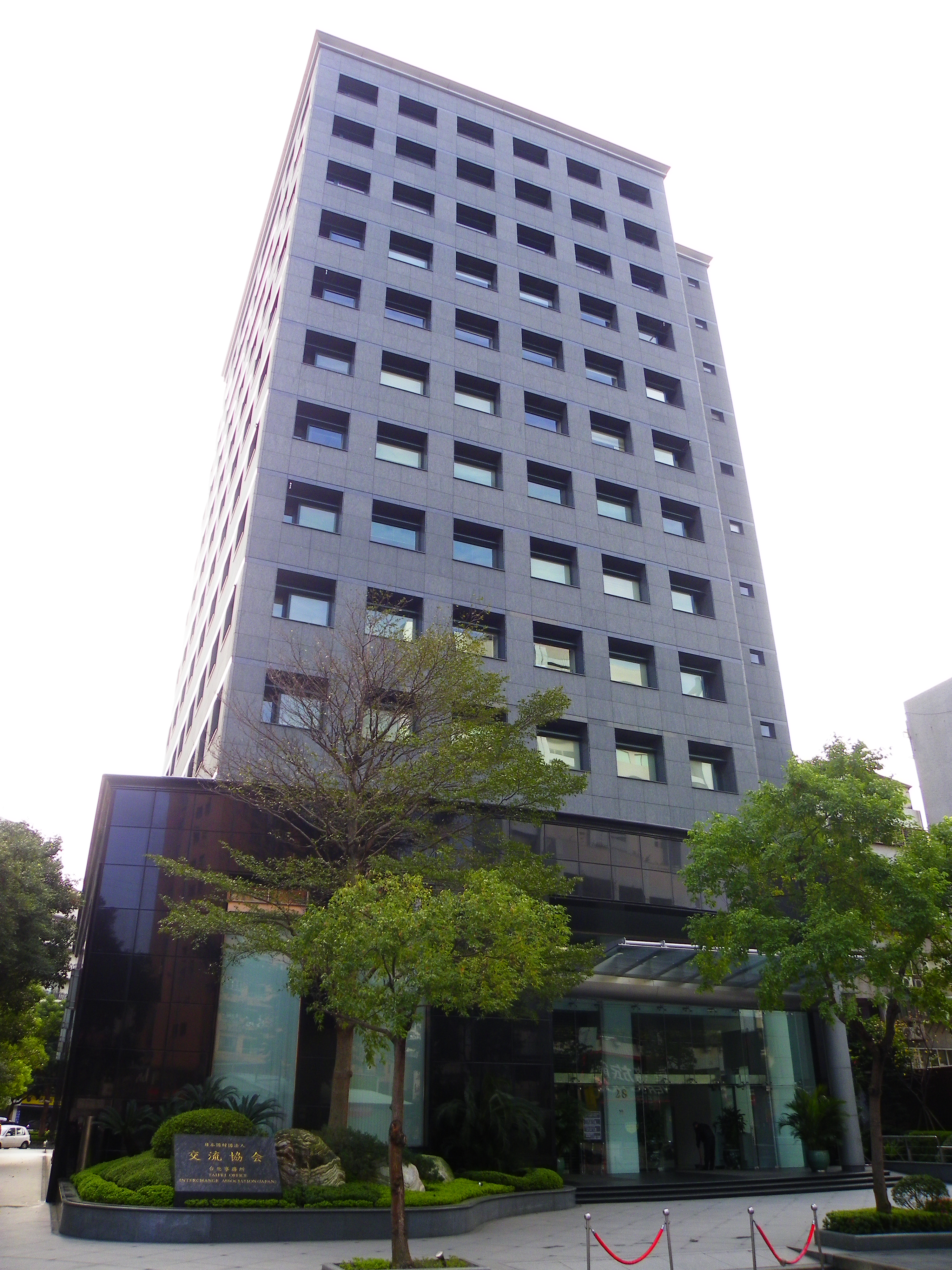
일본대만교류협회 타이베이 주재 사무소

일본대만교류협회(일본어: こうえきざいだんほうじん にほんたいわんこうりゅうきょうかい 니혼타이완고우류우쿄유카이[*], 중국어: 日本臺灣交流協會, 영어: Japan-Taiwan Exchange Association)는 1972년에 중화민국과 일본이 외교 관계를 중지한 이후에 일본이 대만과 관계 계선을 위해 민간 단체 형식으로 설립된 재외 공관이다. 정식 명칭은 공익재단법인 일본대만교류협회(公益財團法人日本臺灣交流協會)이고 약칭으로 일대교류협회(日臺交流協會)로 불리고 있다. 중화민국 내의 사실상 일본 대표부이다. 도쿄도에는 본부를, 타이베이, 가오슝에는 사무소가 설치되어 있다. 중화민국은 일본에 대만일본관계협회(臺灣日本關係協會)를 설치해 운영하고 있다.

## 관련 시설
도쿄 본부와 타이베이 사무소에는 일본대만교류센터(日台交流センター), 타이베이 사무소내에는 일본어센터(日本語センター)가 설치되어 있다.
일본대만교류센터는 당시 일본 내각총리대신인 무라야마 도미이치가 제창한 평화우호교류계획에 기초해 1995년 10월에 설치되어 양국간의 학술교류, 인적교류를 지원하고 있다.
일본어센터는 중화민국의 일본어 학습자가 증가하는 것에 따라 2000년 7월 설치되어, 일본어 교육을 종합적으로 지원하고 있다.

## 관할 구역
- 일본대만교류협회 타이베이 사무소(소재지: 타이베이시 쑹산구 칭청제 28호 1동): 지룽시, 타이베이시, 신베이시, 타오위안시, 신주시, 신주현, 먀오리현, 타이중시, 장화현, 난터우현, 이란현, 화롄현, 진먼현, 롄장현
- 일본대만교류협회 가오슝 사무소(소재지: 가오슝시 링야구 허핑이루 87호 난허 허핑 빌딩 9-10동): 윈린현, 자이현, 자이시, 타이난시, 가오슝시, 핑둥현, 타이둥현, 펑후현

## 주요 간부

### 역대 회장
- 호리코시 사다조(1972년 12월 - 1984년 9월) : 경단련 부회장, 공해대책협력재단 이사장
- 하세가와 슈시게 (1984년 9월 - 1993년 9월) : 경단련 부회장
- 하토리 레이지로 (1993년 9월 - 2011년 6월) : 세이코 명예회장
- 오오하시 미츠오 (2011년 6월 - 현직) : 쇼와 전공(昭和電工)

### 역대 이사장
- 이타가키 오사무(초대, 1972년 12월 - 1974년 5월) : 전 주캐나다, 중화민국 대사
- 기무라 시로치 (1974년 5월 - 1978년 2월) : 전 주 체코슬로바키아, 중화민국, 한국대사
- 니시야마 아키라 (1978년 2월 - 1981년 10월) : 전 주캐나다, 한국대사, 타이베이 사무소장
- 우오모토 후지요시로 (1981년 11월 - 1986년 3월) : 전 소비에트 연방 대사
- 마에다 리이치 (1988년 5월 - 1990년 7월) : 전 주 아프가니스탄, 한국 대사
- 하라 후지오 (1990년 7월 - 1991년 11월) : 전 과테말라 대사, 타이베이 사무소장
- 가야 하루노리 (1991년 11월 - 1998년 3월) : 전 주스위스, 덴마크, 브라질 대사
- 고토 도시오 (1998년 3월 - ?) - 전 주 한국 대사
- 다카하시 마사지(?-?) : 전 남아프리카 공화국, 오스트레일리아 대사
- 하타나카 아쓰시 (? - 2012년 4월) : 전 주호주 대사
- 이마이 타다시 (2012년 4월 - 2017년 6월) : 전 주이스라엘, 말레이시아 대사, 오키나와 담당 대사, 타이베이 사무소장
- 타니자키 야스아키 (2017년 6월 - 현재) : 전 주 인도네시아 대사

### 역대 타이베이 사무소장
- 이토 히로노리 (초대, 1972년 12월 - 1974년 11월) : 전 남아프리카 대사
- 우라베 도시오 (1974년 11월 - 1977년 10월) : 전 필리핀 대사
- 니시야마 아키라 (1977년 11월 - 1980년 3월) : 전 주캐나다, 한국대사
- 히토미 히로시 (1980년 4월 - 1983년 3월) : 전 주 남베트남, 태국 대사
- 하라 후지오 (1983년 4월 - 1990년 7월) : 전 과테말라 대사
- 야나이 신이치 (1990년 7월 - 1995년 2월) : 전 주한국 대사
- 고토 도시오 (1995년 3월 - 1998년 3월) : 전 주한국 대사
- 야마시타 신타로 (1998년 3월 - 2002년) : 전 주서독, 태국, 폴란드, 한국대사
- 우치다 카츠히사 (2002년 2월 - 2005년 5월) : 전 주이스라엘, 싱가포르, 캐나다 대사
- 이케다유 (2005년 5월 - 2008년 7월) : 전 주네덜란드, 브라질 대사
- 사이토 마사키 (2008년 7월 - 2009년 12월) : 전 주캄보디아, 뉴질랜드 대사
- 이마이 타다시 (2010년 1월 - 2012년 4월) : 전 주이스라엘, 말레이시아 대사
- 다루이 스미오 (2012년 4월 - 2014년 7월 14일) : 외무성 중국과장, 주중국 일본대사관 공사, 군축회의 대사, 오키나와 담당 대사 등을 역임
- 누마타 미키오 (2014년 7월 15일 - 2019년 10월 24일) : 주홍콩 일본총영사관 영사, 일본 외무성 영사국장, 주미얀마 대사 등을 역임
- 이즈미 히로야스 (2019년 10월 - ) : 전 주 방글라데시 대사

### 역대 가오슝 사무소장
- 고베 히로미치 (2006년 12월 - 2010년 4월) : 전 외무성 대신관방 인사과 인사기획관 전 호주대사관 영사
- 노나카 가오루 (2010년 5월 - 2013년 3월) : 전 외무성 대신관방 의전관 겸 의전 외국 방문실장
- 나카무라 다카유키 (2013년 4월 - 2016년 3월)
- 나카군 긴조 (2016년 4월 - 2019년 3월)
- 카토 에이지 (2019년 4월 - 현재)

## 같이 보기
- 일본 외무성
- 미국재대만협회
- 주타이베이 대한민국 대표부
- 주일 타이베이 경제문화대표처
- 일본대만교류협회 가오슝 사무소